# パーフェクト・ウェイ
「パーフェクト・ウェイ」（Perfect Way）は、イギリスのロック・バンド、スクリッティ・ポリッティが1985年6月にアルバム『キューピッド&サイケ85』で発表した楽曲。同年シングル・カットされた。

## 反響
全英シングルチャートでは5週トップ100入りし、最高48位を記録した。一方、アメリカの総合シングル・チャートBillboard Hot 100では1985年12月21日に最高11位を記録し、バンド唯一の全米トップ40シングルとなった。また、本作のリミックス・ヴァージョンは、『ビルボード』のダンス・クラブ・ソング・チャートで6位に達した。

## 収録曲

### 7インチ・シングル
1. "Perfect Way" – 4:02
2. "Perfect Way (version)" – 5:01

### 12インチ・シングル
1. "Perfect Way (Way Perfect Mix)" – 5:26
2. "Perfect Way (version)" – 5:01

## 他メディアでの使用例
2010年公開の映画『オフロでGO!!!!! タイムマシンはジェット式』のサウンドトラックでは、劇中の舞台である1980年代中期のヒット曲が多用され、本作もサウンドトラック・アルバムに収録された。

## カヴァー
ジャズ・トランペット奏者のマイルス・デイヴィスは、1986年のアルバム『TUTU』で本作をカヴァーした。デイヴィスの評伝『The Last Miles: The Music of Miles Davis, 1980-1991』の著者ジョージ・コールによれば、『TUTU』の共同プロデューサーであるトミー・リピューマが、カヴァー曲を入れるべきだと進言し、リピューマが用意した多数のポップ・レコードの中からデイヴィス自身が本作を選んだとのことで、この曲を気に入ったデイヴィスは、本作をアルバム・タイトルにすることも考えた。ただし、『TUTU』のサウンド・プロデュースを務めたマーカス・ミラーは、当初はこの曲を録音することに対し困惑したという。
なお、この曲でスクリッティ・ポリッティを気に入ったデイヴィスは、後に彼らのシングル曲「オー・パティ」にゲスト参加している。